# Панучо
Панучо (ісп. panucho) — страва кухні півострова Юкатан. Панучо складається з кукурудзяного коржа, на який укладають пересмажені боби, обсмажують, потім зверху кладуть нарізану запечену/обсмажену мариновану свинину (кочиніта пибіль), червону цибулю в оцті і маринований перець хабанеро. Інші поширені інгредієнти: м'ясо курки або індички, капуста, салат-латук, помідори, авокадо, морква, соус рекадо (з насіння гарбуза, перцю чилі та червоного харчового барвника рослинного походження аннато). Страву можна подавати з додатковою кількістю гострого соусу з перцю хабанеро.

## Історія
Панучо походить з міста Мерида (Мексика), недалеко від району Сан-Себастьян та церкви Ерміта-де-Санта-Ісабель. Популярна легенда свідчить, що в цьому районі в середині XIX століття жила людина, відома як «Дон Хучо», у якої була забігайлівка і ночівля для мандрівників, які вирушали або приїжджали до штату Кампече через «Королівський шлях». Якось мандрівник, який прибув пізно вночі, попросив у дона Хучо чогось поїсти, на що той відповів, що йому нема чого запропонувати. Мандрівник наполіг, сказавши, що з'їсть що завгодно, і дон Хучо почав готувати бутерброд з інгредієнтів, які в нього були під рукою в той час: хліб з тушкованими м'ятими бобами і вареним яйцем, які він запропонував мандрівникові, потім іншим. Його почали називати «хліб Дона Хучо». Згодом на заміну хлібу прийшли коржики, страва стала популярною, і стала називатися «Панучо».
Наразі панучо - популярна страва юкатанської мексиканської кухні. Ці коржі з начинкою можна зустріти на всіх традиційних ринках півострова Юкатан, як у їхньому традиційному вигляді (з індичкою або куркою по-юкатанськи), так і у варіаціях з м'ясним рагу, сиром, запеченою свининою тощо.
Панучо люблять у різних частинах Мексики, завдяки великій кількості ресторанів із юкатанською кухнею. Як правило, це не основна їжа, а скоріше перекус, вулична їжа. Страву подають у ресторанах швидкого харчування, званих панучеріас, де також готують коржики з начинкою salbut, тостаду, пиріжки і бульйони. Панучо смажать, зверху на замовлення викладають інгредієнти, і зазвичай супроводжують содовим напоєм.